# Aquarium (groep)

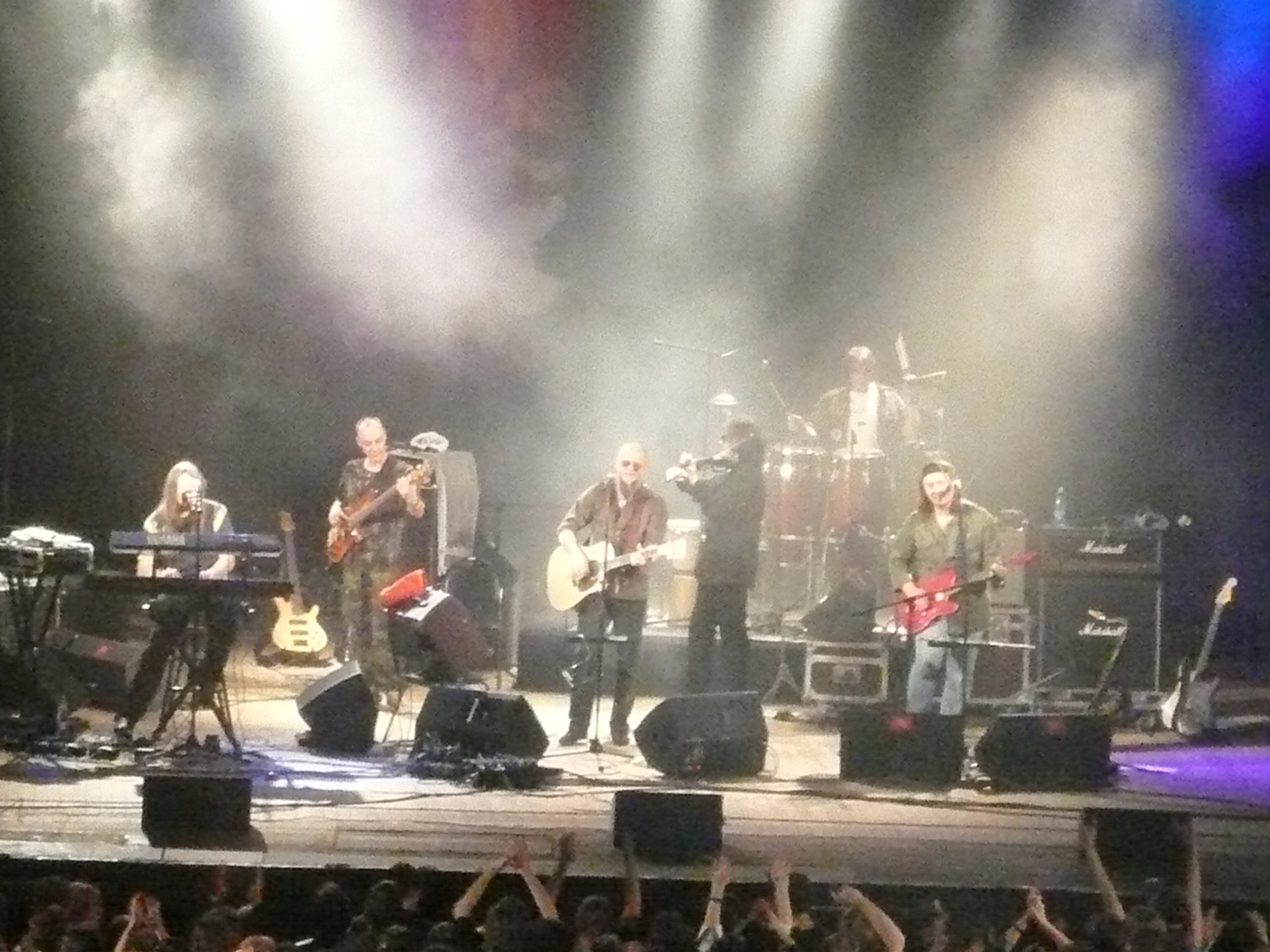
optreden van Aquarium in St. Petersburg, 2007

Aquarium (Russisch: Аквариум; Akvarioem) is een Russische rockband, die in 1972 in Leningrad opgericht werd door Boris Grebensjtsjikov, destijds wiskundestudent, en Anatoli "George" Goenitski, destijds toneelspeler en absurdistisch dichter.
In de jaren 70 en 80 van de twintigste eeuw was rock-'n-roll verboden in de Sovjet-Unie, met uitzondering van enkele artiesten met speciale toestemming van de overheid. Optredens van Aquarium vonden daarom meestal plaats in privé-appartementen. Meestal unplugged, omdat de buren anders de autoriteiten zouden waarschuwen.
Aquarium werd (gaven ze toe) vooral beïnvloed door westerse muziek, met name door The Beatles, Bob Dylan, David Bowie, Jethro Tull, King Crimson, Roxy Music maar ook door reggaemuziek. 
Tot 1987 nam Aquarium de eigen albums op in ondergrondse studio's. Dit was mogelijk omdat verschillende leden van de band een technische opleiding hadden. Ze vermomden zich als Club van Jonge Technici. Zo konden ze voor het album Radio Afrika uit 1983 een mobiele studio van de overheid gebruiken, na een technicus te hebben omgekocht. 
Met de komst van Glasnost in 1985 kregen vele ondergrondse Russische rock-musici openbare erkenning. Aquarium werd een van de meest populaire rock-bands.

## Discografie
- Sinii Albom (Het blauwe album), 1981
- Treoegolnik (Driehoek), 1981
- Elektritsjestvo (Elektriciteit), 1981
- Akoestika (Akoestisch), 1982
- Akvarium (Aquarium) (samen met Kino), 1982
- Taboe (Taboe), 1982
- Radio Afrika, 1983
- Ichtiologia (Ichtyologie), 1984
- Den Serebra (De zilveren dag), 1984
- Deti Dekabrja (Kinderen van december), 1985
- Desjat Strel (Tien pijlen), 1986
- Ravnodenstvieje (Equinox), 1987
- History of Aquarium. Archive Volume 3, 1991
- Roesskii Albom (Russisch album), 1991 (onder de naam BG-Band)
- Ljoebimieje Pesni Ramzesa IV (Favorieten van Ramses IV), 1993
- Babylon Library. History of Aquarium. Archive Volume 4, 1993
- Kostroma Mon Amour, 1994
- Peski Peterboerga (Duinen van St. Petersburg), 1994
- Navigator, 1995
- Snezjni Lev (Sneeuwleeuw), 1996
- Hyperborea, 1997
- Kunstcamera, 1998
- Lilit (Lilith), 1997 (onder de naam BG and The Band)
- Psy, 1999
- Akvarium. Territoriya (Aquarium. Territorium), 2000
- Sestra Haos (Zuster Chaos), 2002
- Pesni Ribaka (Vissersliederen), 2003
- Zoom Zoom Zoom, 2005
- Bespetsjny Roesski Brodjaga (Zorgeloze Russische Rover), 2006